# اضطراب طور النوم المتقدم
يُعتبر اضطراب طور النوم المتقدم -وهو نوع من اضطراب نوم الإيقاع اليوماوي- حالةً تتميز بنمط متكرر من النعاس في المساء الباكر (مثلاً 7-9 مساءً) واليقظة في الصباح الباكر، ويمكن أن يتداخل تقدم مرحلة النوم هذا مع مواعيد الحياة الاجتماعية والعمل، فيؤدي إلى مدة نوم قصيرة ونعاس شديد أثناء النهار، علماً أن الساعة البيولوجية المركزية في الجسم هي المسؤولة عن تنظيم توقيت النوم ومستويات الميلاتونين، وتتوضع في النواة فوق التصالبة في الوطاء.

## الأعراض
يُبلغ الأفراد المصابون باضطراب طور النوم المتقدم عن عدم قدرتهم على البقاء مستيقظين حتى وقت النوم المعتاد، وعن النوم باكراً في المساء، وعدم القدرة على النوم حتى موعد الاستيقاظ المرغوب والمعاناة من أرق الصباح الباكر، فعندما يُصاب شخص باضطراب طور النوم المتقدم، تسبق دورتا مستويات الميلاتونين لديه ودرجة حرارة جسمه الأساسية الشخص الطبيعي بعدة ساعات، ويجب أن تحضر الأعراض المذكورة وتبقى ثابتة لمدة معتبرة من الزمن حتى يتشخص الاضطراب بشكل صحيح.

## التشخيص
يمكن تشخيص اضطراب طور النوم المتقدم لدى الأفراد الذين يظهرون الأعراض المذكورة أعلاه باستخدام أساليب واختبارات متنوعة، فيقيس أخصائيو النوم بدء غفو المريض واستيقاظه، وبدء إفراز الميلاتونين استجابةً للضوء الخافت، ويقيّمون نتائج استبيان هورن أوستبيرغ لحالة المريض في الصباح والمساء، وقد يقومون باختبار تخطيط نوم لإقصاء أي اضطرابات نوم أخرى، مثل النوم القهري، ويؤخذ كل من العمر والتاريخ العائلي للمريض بعين الاعتبار أيضًا.

## العلاج
حالما يُشخّص اضطراب طور النوم المتقدم، يمكن علاجه بالضوء الساطع في المساء، أو سلوكيًا بالعلاج الزمني؛ من أجل تأخير بدء النوم واليقظة، ويُعتبر استخدام المقاربات الدوائية للعلاج أقل نجاحًا نظرًا لخطر إيتاء عوامل تحرّض على النوم في الصباح الباكر، وقد اقتُرحت طرق إضافية للمعالجة، مثل الإيتاء الموقوت للميلاتونين أو المنوّمات، ولكن تحديد أمانها وفعاليتها سيتطلب مزيدًا من الأبحاث.
على عكس اضطرابات النوم الأخرى، لا يخلّ اضطراب طور النوم المتقدم الأداء الطبيعي في العمل خلال النهار بالضرورة، وقد لا يشتكي بعض المرضى من نعاس مفرط خلال النهار، ورغم أن الالتزامات الاجتماعية قد تُجبر أولئك الأفراد على السهر أكثر مما يقتضيه الإيقاع اليوماوي، فإنهم سيستيقظون باكرًا على أي حال، وإذا استمرت الدورة هكذا، فقد تؤدي إلى حرمان مزمن من النوم واضطرابات نوم أخرى.

## الوبائيات
يُعتبر اضطراب طور النوم المتقدم أكثر شيوعًا لدى البالغين في الأعمار المتوسطة أو المتقدمة، ويُقدّر انتشاره بحوالي 1% لدى متوسطي العمر، ويُعتقد بأنه يؤثر على الرجال والنساء سواسية، ومن جانب آخر، لدى هذا الاضطراب ميول عائلية قوية، إذ يمتلك حوالي 40-50% من الأفراد المصابين به أقارب مصابين أيضًا. وقد أُثبت وجود أساس وراثي في أحد أشكال اضطراب طور النوم المتقدم، وهي متلازمة طور النوم المتقدم العائلية، التي تتضمن طفرات مغلّطة في المورثتين (hPER2) و(CKIdelta)، ما يؤدي لإنتاج النمط الظاهري لطور النوم المتقدم، ويقترح تحديد طفرتين وراثيتين مختلفتين اثنين إلى التغايرية في هذا الاضطراب.

## متلازمة طور النوم المتقدم العائلية

### أعراضها
نظراً لأن أوقات النوم واليقظة المتقدمة مشتركة نسبيًا، وخصوصًا لدى البالغين الأكبر سناً، تُعتبر خاصية تقدّم الطور الشديد في متلازمة طور النوم المتقدم العائلية نادرةً، فيغفو الأفراد المصابين بها ويستيقظون أبكر بنحو 4-6 ساعات من الأشخاص العاديين، وينامون عموماً من الساعة 7:30 مساءً حتى 4:30 صباحًا، وتبلغ مدة النشاط اليوماوية لديهم 22 ساعة، وهي أقصر بشكل معتبر من المدة لدى الفرد الطبيعي التي تزيد قليلًا عن 24 ساعة، وتؤدي هذه المدة القصيرة المترافقة مع اضطراب طور النوم المتقدم العائلي إلى تبكير بدء النوم واليقظة، ما يعني أن الأفراد المصابين يجب أن يؤخروا بدء النوم واليقظة لديهم كل يوم ليواكبوا اليوم الطبيعي المؤلف من 24 ساعة، أما في أيام العطلة، التي يتأخر فيها طور النوم لدى الشخص العادي نسبةً ليوم العمل، يعاني الأفراد المصابون باضطراب طور النوم المتقدم العائلي من مزيد من التقدم في طور نومهم.
بصرف النظر عن التوقيت غير المعتاد للنوم، يحظى المصابون بالاضطراب المذكور بجودة وكمية طبيعيتين من النوم، وبشكل مماثل لاضطراب طور النوم المتقدم العام، لا تؤدي المتلازمة عائلية النوع بطبيعتها إلى تأثيرات سلبية، ولكن يمكن للمعايير الاجتماعية أن تفرض حرماناً من النوم، مجبرة الأفراد على تأخير موعد نومهم إلى توقيت أكثر قبولاً اجتماعياً، ما يؤدي إلى عدم نومهم بما يكفي باعتبارهم سيستيقظون أبكر من موعد اليقظة المعتاد.
تتميز متلازمة طور النوم المتقدم العائلية عن الأنواع الأخرى من اضطراب طور النوم المتقدم عامةً بعامل آخر، وهو ميلها العائلي القوي وتظاهرها مدى الحياة، فقد وجدت الدراسات على الأنساب المتأثرة أن حوالي 50% من أفراد العائلة ذوي القرابة المباشرة بالمصابين يعانون من أعراض هذه المتلازمة، التي تعتبر سمة راجحة جسمية.
يمكن تأكيد تشخيص متلازمة طور النوم المتقدم العائلية من خلال تحليل التتالي الجيني بتحديد مواقع الطفرات الجينية المعروفة بتسببها بهذا الاضطراب، ويمكن استخدام المعالجة الزمنية للنوم واليقظة والمعالجة بالضوء الساطع لمحاولة تأخير طور النوم لإطار زمني اعتيادي أكثر، ولكن معالجة هذه المتلازمة قد أثبتت فشلها إلى حد كبير، ومن جهة أخرى ثبت أن التعرض للضوء الساطع في المساء (بين السابعة والتاسعة مساءً) خلال هامش التأخير -كما يشير إليه منحنى استجابة الطور للضوء- يؤخر الإيقاعات اليوماوية، وبالتالي يؤخر بدء النوم واليقظة عند المرضى المصابين بمتلازمة طور النوم المتقدم العائلية أو أي اضطراب آخر لهذا الطور.

### اكتشافه
في عام 1999، أجرى لويس بتاتشيك دراسة في جامعة يوتاه صاغ فيها مصطلح اضطراب طور النوم المتقدم العائلي بعد التعرّف على أفراد يمتلكون أساساً جينياً لطور النوم المتقدم، فبلّغت المريضة الأولى التي قُيّمت خلال الدراسة عن نعاس مُضعِف في المساء المبكر، واستيقاظ باكر في الصباح، وقد أبلغ أفراد عائلتها عن أعراض مشابهة، فقيّم بعض منهم، بالإضافة إلى أفراد عائلتين إضافيتين، واستُخدم التاريخ السريري، وسجلّات النوم وأنماط دورات النشاط والراحة لدى العائلات المدروسة لتحديد متغير وراثي للإيقاع اليوماوي مترافق مع فترة داخلية قصيرة (أي مشتقة داخلياً)، فأبدى المدروسون تقدماً في طور إيقاعات النوم واليقظة لم يختلف عن أفراد المجموعة الشاهدة فحسب، بل عن مواعيد للنوم واليقظة تُعتبر اعتيادية على نطاق واسع.
قُيّم الأفراد المدروسون باستخدام استبيان هورن أوستبيرغ، وهو استبيان منظم للتقييم الذاتي يُستخدم لتحديد الحالة الصباحية والمسائية في الإيقاعات اليوماوية لدى البشر، فكانت نتائج هذا الاستبيان لدى أقارب الدرجة الأولى للأفراد المصابين أعلى منها لدى الغرباء المنضمين للعائلة بالزواج وأفراد المجموعة الشاهدة غير الأقرباء، وبما أن العديد من تفضيلات الصباح والمساء وراثية، افتُرض أن الأليل المسبب لمتلازمة طور النوم المتقدم العائلية يمتلك تأثيراً أكبر كمياً على عمل الساعة البيولوجية من المتغيرات الجينية الأكثر شيوعاً التي تؤثر على هذه التفضيلات.
علاوة على ذلك، حُدّد الطور اليوماوي للأفراد المدروسين باستخدام أساليب لقياس الميلاتونين في البلازما ودرجة حرارة الجسم الأساسية، فكانت هذه الإيقاعات متقدمة الطور بحوالي 3-4 ساعات لدى مرضى متلازمة طور النوم المتقدم العائلية مقارنة مع أفراد المجموعة الشاهدة.